# Championnats Banque Nationale de Granby 2023
Il Championnats Banque Nationale de Granby 2023 è stato un torneo di tennis professionistico maschile e femminile. È stata la 28ª edizione per gli uomini, facente parte della categoria Challenger 100 dell'ATP Challenger Tour 2023, con un montepremi di 130 000 $. È stata la 11ª edizione del torneo per le donne, facente parte della categoria W100 nell'ambito dell'ITF Women's World Tennis Tour 2023, con un montepremi di 100 000 $. Entrambi si sono disputati dal 17 al 23 luglio 2023 sui campi in cemento del Club de tennis des Loisirs de Granby di Granby in Canada.

## Torneo maschile

### Teste di serie
| Nazionalità | Giocatore                  | Ranking* | Testa di serie |
| ----------- | -------------------------- | -------- | -------------- |
| Australia   | Thanasi Kokkinakis         | 90       | 1              |
| Francia     | Arthur Cazaux              | 139      | 2              |
| Cina        | Shang Juncheng             | 155      | 3              |
| Canada      | Vasek Pospisil             | 157      | 4              |
| Stati Uniti | Denis Kudla                | 180      | 5              |
| Giappone    | Rio Noguchi                | 213      | 6              |
| Canada      | Alexis Galarneau           | 215      | 7              |
| Francia     | Giovanni Mpetshi Perricard | 218      | 8              |

* Ranking al 3 luglio 2023.

### Altri partecipanti
I seguenti giocatori hanno ricevuto una wild card per il tabellone principale:
- Justin Boulais
- Liam Draxl
- Brayden Schnur

I seguenti giocatori sono entrati in tabellone con il ranking protetto:
- Christian Harrison
- Thai-Son Kwiatkowski

Il seguente giocatore è entrato in tabellone come alternate:
- Tristan Schoolkate

I seguenti giocatori sono passati dalle qualificazioni:
- Patrick Kypson
- Joshua Sheehy
- Blaise Bicknell
- Nick Chappell
- Philip Sekulic
- James Trotter

Il seguente giocatore è entrato in tabellone come lucky loser:
- Nathan Ponwith

## Torneo femminile

### Teste di serie
| Nazionalità | Giocatrice       | Ranking* | Testa di serie |
| ----------- | ---------------- | -------- | -------------- |
| Canada      | Rebecca Marino   | 83       | 1              |
| Stati Uniti | Ashlyn Krueger   | 109      | 2              |
| Stati Uniti | Kayla Day        | 120      | 3              |
| Stati Uniti | Emina Bektas     | 140      | 4              |
| Canada      | Katherine Sebov  | 157      | 5              |
| Giappone    | Himeno Sakatsume | 170      | 6              |
| Stati Uniti | Katrina Scott    | 185      | 7              |
| Messico     | Marcela Zacarías | 190      | 8              |

* Ranking al 3 luglio 2023.

### Altre partecipanti
Le seguenti giocatrici hanno ricevuto una wildcard per il tabellone principale:
- Mia Kupres
- Annabelle Xu
- Bianca Fernandez
- Layne Sleeth

Le seguenti giocatrici sono passate dalle qualificazioni:
- Ava Markham
- Carmen Corley
- Jaeda Daniel
- Eryn Cayetano
- Ana Paula Neffa De Los Rios
- Ayana Akli
- Savanna Ly-Nguyen
- Rhea Verma

## Campioni

### Singolare maschile
Alexis Galarneau ha sconfitto in finale  Philip Sekulic con il punteggio di 6–4, 3–6, 6–3.

### Singolare femminile
Kayla Day ha sconfitto in finale  Katherine Sebov con il punteggio di 6–4, 2–6, 7–5.

### Doppio maschile
Christian Harrison /  Miķelis Lībietis hanno sconfitto in finale  Tristan Schoolkate /  Adam Walton con il punteggio di 6–4, 6–3.

### Doppio femminile
Marcela Zacarías /  Renata Zarazúa hanno sconfitto in finale  Carmen Corley /  Ivana Corley con il punteggio di 6–3, 6–3.